# إرسا (قمر)
إرسا هو قمر طبيعي خارجي لكوكب المشتري. اكتشفه سكوت شيبارد وفريقه في 11 مايو 2018، وتم الإعلان عنه لاحقًا في 17 يوليو 2018 من مركز الكواكب الصغيرة.